# Sphenomorphus maindroni
Espèce
Synonymes
- Lygosoma maindroni Sauvage, 1879
- Lygosoma maindroni wolfi Sternfeld, 1918
- Lygosoma wolfi Sternfeld, 1918
- Sphenomorphus wolfi (Sternfeld, 1918)

Sphenomorphus maindroni est une espèce de sauriens de la famille des Scincidae.

## Répartition
Cette espèce se rencontre en Nouvelle-Guinée et dans l'archipel Bismarck.

## Description
C'est une saurien ovipare.

## Liste des sous-espèces
Selon The Reptile Database (7 décembre 2012) :
- Sphenomorphus maindroni maindroni (Sauvage, 1879)
- Sphenomorphus maindroni wolfi (Sternfeld, 1918)

## Étymologie
Cette espèce est nommée en l'honneur de Maurice Maindron (1857–1911).

## Publications originales
- Sauvage, 1879 : Notice sur quelques reptiles nouveaux ou peu connus de la Nouvelle-Guinée. Bulletin de la Société philomathique de Paris, sér. 7, vol. 3, p. 47-61 (texte intégral).
- Sternfeld, 1920 "1918" : Zur Tiergeographie Papuasiens und der pazifischen Inselwelt. Abhandlungen der Senckenbergischen Naturforschenden Gesellschaft, vol. 36, p. 375-436.